# Zur blauen Lilie

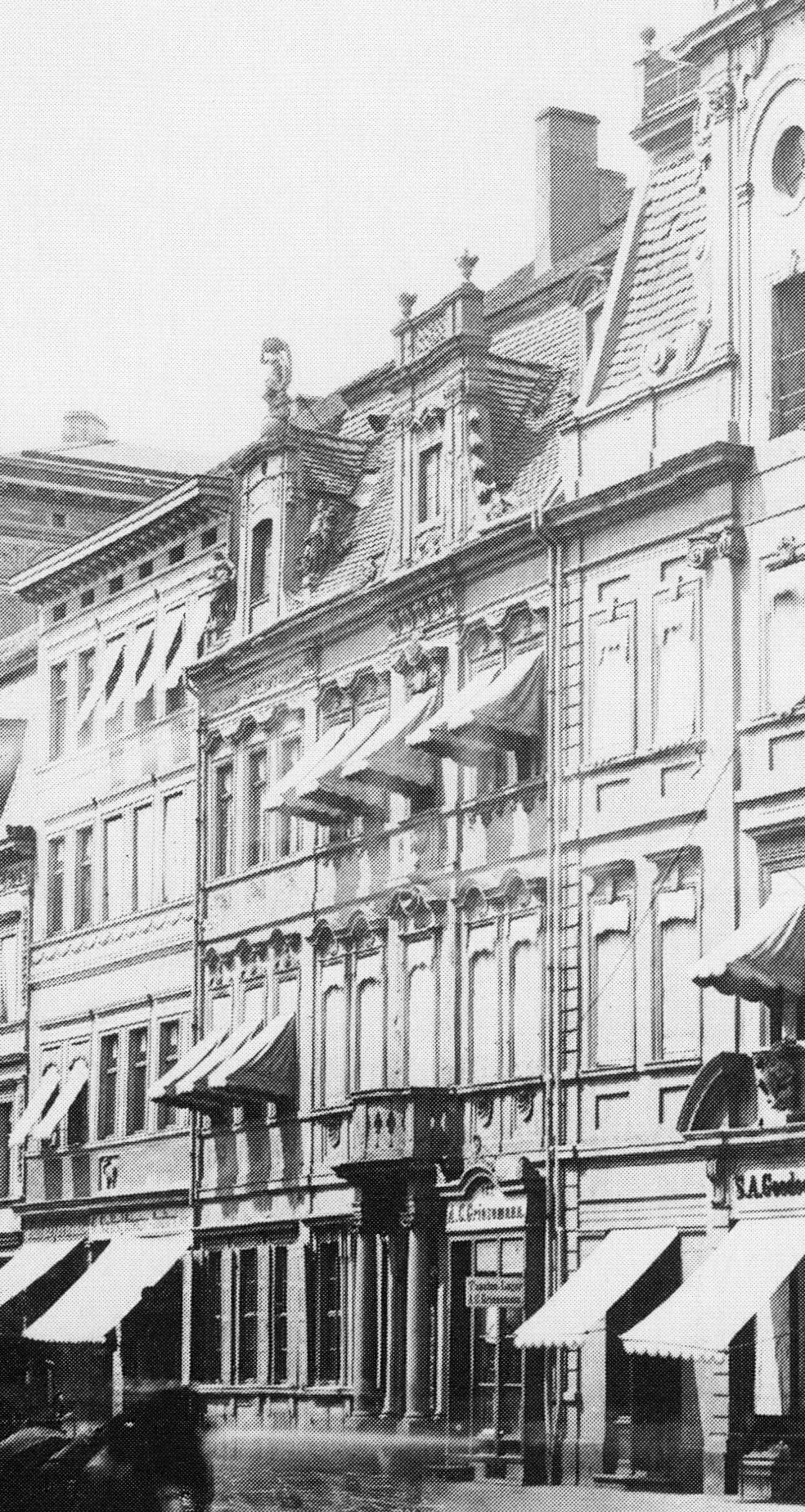
Haus Zur blauen Lilie, vor 1887

Das Haus Zur blauen Lilie war ein historisches Gebäude in Magdeburg im heutigen Sachsen-Anhalt. Es wurde im Zweiten Weltkrieg zerstört und gilt als verlorengegangenes Baudenkmal.

## Lage
Das Gebäude befand sich in der Magdeburger Altstadt auf der Westseite des Breiten Wegs an der Adresse Breiter Weg 167. Nördlich befand sich das Haus Breiter Weg 166. Heute befindet sich an der Stelle in etwa die südöstliche Ecke des Ulrichshauses.

## Geschichte
Auf dem Grundstück befanden sich ursprünglich zwei Häuser.
Das nördliche Gebäude war das eigentliche Brauhaus Zur blauen Lilie. Im Jahr 1631 gehörte es dem Kannengießer Johann Lünzel (auch Johannes (Hans) Lüntzel(l)). Er verstarb bei der Zerstörung Magdeburgs im Jahr 1631. Noch bis 1648 wurden seine Erben als Eigentümer geführt. Sie verkauften das wohl in Folge der Zerstörung Magdeburgs noch leere Grundstück 1648 für 480 Taler an den Kannengießer Stephan Lüntzel (auch Lünzel), der es in der Zeit bis 1653 neu bebaute. Von Lüntzel erbte das Haus 1692 sein Schwiegersohn, der Brauer Johann Mathias Lange. Lange baute das Gebäude weiter aus. Der erhaltene Hausstein trägt die Jahreszahl 1696, die möglicherweise auf diese Umbau verweist. 1706 verkaufte Lange das Haus für 2800 Taler an den Weinhändler Johann Christian Wunnenburg.
Der südliche Grundstücksteil gehörte 1631 Martin Schmidt, 1651/1653 dem Sattler Baumgarten. Seine Witwe heiratete in der Zeit bis 1675 den Sattler Hans Ehre. Er wurde zuletzt 1679 noch als Besitzer genannt, in den Jahren 1685 und 1687 gehörte es dann dem Seiler Johann Gerhard. 1692 und 1715 war der Seiler Christian Heinrich Eigentümer, der mit einer geborenen Baumgarten verheiratet war. Seine Erben verkauften das Haus für 860 Taler im Jahr 1717 an Wunnenburg, dem bereits das nördliche Nachbarhaus gehörte.
Wunneburg vereinigte dann beide Häuser zu einem. Noch bis zur Zerstörung im Zweiten Weltkrieg war dem Gebäude jedoch deutlich seine Entstehung aus zwei Häusern anzusehen, da der Giebel des nördlichen Hauses breiter und höher war. Wunneberg verkaufte das vereinigte Grundstück im Jahr 1739 für 6140 Taler an Johann Wilhelm Faulwasser, der vermutlich zwischen 1750 und 1755 neu baute. Da der Gebäudeunterschied erkennbar blieb, dürfte es sich allerdings eher um einen Umbau gehandelt haben. Der genaue Grund für die Beibehaltung des Unterschieds ist nicht klar. So werden praktische Erwägungen aber auch mögliche Bauvorschriften als Grund vermutet. Es wird vermutet, dass ein Brand die Häuser vernichtete, aber die Fassade verschonte, so dass die ursprüngliche Fassadenaufteilung beibehalten wurde.
Sowohl im 19. als auch im 20. Jahrhundert gehörte das Grundstück dann der Familie Salomé, die schon 1803 als Besitzer genannt wird. 1817 und auch 1823 war der Händler Joh. Dav. Salomé Eigentümer. Er handelte mit Material-, Colonial- und Farb-Waren sowohl aus- als auch inländischer Hersteller. Im Erdgeschoss wurde 1890 ein Ladengeschäft ausgebaut. 1906 folgte ein großes Schaufenster im ersten Obergeschoss. Diese Umbauten gingen mit der Entfernung des ursprünglich prägenden Portals einher. Der Verlust des Portals und die Einfügung des Schaufensters wurde deutlich dahingehend kritisiert, dass damit Haus architektonisch „gänzlich verdorben“ sei. 1914 und 1925 war die Rentnerin E. Salomé Eigentümerin, die jedoch in der Königstraße 33 b, der heutigen Walter-Rathenau-Straße, lebte. Die Saloméschen Erben wurden dann noch 1938 und 1942/1943 genannt. Zu den Mietern gehörte in dieser Zeit das Manufakturwarengeschäft F. Gronau, ein Laden der Most Kakao- und Schokoladenwerke Halle (Saale), die Parfümerie J. Wendenburg sowie der Zahnarzt Dr. G. Zehle. 1945 wurde das Haus während des Zweiten Weltkrieges zerstört.
In der Zeit der DDR blieb das Gelände unbebaut, 1997 entstand dort das Ulrichshaus.

## Architektur

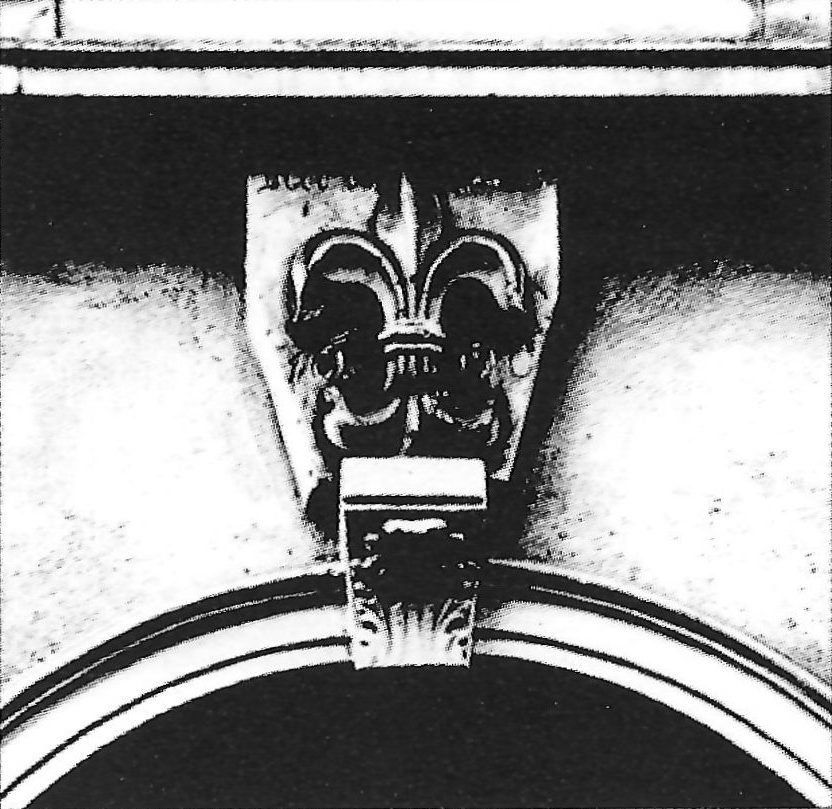
Hausstein am Gebäude, vor 1934

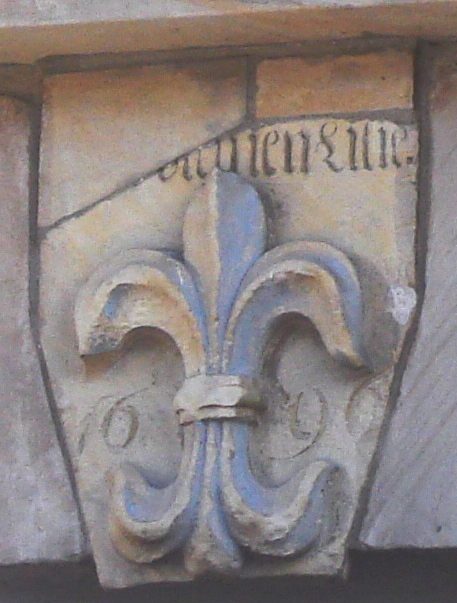
Geborgener Hausstein Zur blauen Lilie am Alten Markt 9 im Jahr 2013

Das dreigeschossige Gebäude bestand, durch seine Entstehungsgeschichte aus zwei Häusern bedingt, aus einem fünfachsigen Nord- und einem dreiachsigen Südteil. Über beiden Teilen befand sich oberhalb des durchgehenden Hauptgesims jeweils mittig ein eingeschossiges, einachsiges Zwerchhaus. Die mittlere Achse des Nordteils war als flacher Risalit ausgebildet. Das dortige Zwerchhaus wurde von Pilasterpaaren flankiert. Seitlich bestanden Verzierungen aus Blütengehängen. Als Bekrönung bestanden zwei Vasen. Das Zwerchhaus des linken Gebäudeteils war mit einer Figur bekrönt und seitlich jeweils von einer weiteren Figur flankiert.
Das entfernte Portal des rechten Gebäudeteils, zwei Säulen trugen einen vorschwingenden Balkon, ähnelte in vereinfachter Form den Portalen des Winnebergschen Palais (Domplatz 7) und dem Walrave’schen Palais (Domplatz 9). Die zum Balkon führende Tür war mit einer geschwungenen Verdachung überspannt, die der des Hauses Breiter Weg 12 ähnelte. Ähnliche Verdachungen fanden sich auch an den Fenstern darüber.
Der Hof auf der Rückseite der Gebäudeteile war als gemeinsamer angelegt.
Über dem Eingang zum nördlichen Teil befand sich noch der Hausstein mit der Abbildung einer Lilie. Nach der Zerstörung gelang es dem Heimatforscher Werner Priegnitz den Hausstein aus den Trümmern zu bergen. Er wurde später als Schlussstein oberhalb der Toreinfahrt am Haus Alter Markt 9 neu eingesetzt und wird gemeinsam mit einem weiteren Hausstein als Kleindenkmal geführt.